# Dimethylmagnesium
Dimethylmagnesium ist eine chemische Verbindung aus der Gruppe der magnesiumorganischen Verbindungen.

## Gewinnung und Darstellung
Dimethylmagnesium kann, wie andere Dialkylmagnesiumverbindungen, durch Zugabe von Dioxan zu einer Lösung eines Methylmagnesiumhalogenid gewonnen werden.
Es kann auch durch Reaktion von Calcium, Magnesium und Methyliodid in Diethylether oder durch Reaktion von Dimethylquecksilber mit Magnesium dargestellt werden.

## Eigenschaften
Dimethylmagnesium ist ein weißer polymerer Feststoff, der praktisch unlöslich in Kohlenwasserstoffen ist. Bei Kontakt mit Wasser entzündet er sich. Es bildet wie Dimethylberyllium hochmolekulare Ketten in einer analogen Kristallstruktur. Es kristallisiert im orthorhombischen Kristallsystem, wahrscheinlich in der Raumgruppe Ibam (Raumgruppen-Nr. 72) mit den Gitterparametern a = 6,00 Å; b = 11,48 Å und c = 5,45 Å sowie vier Formeleinheiten pro Elementarzelle.